# Vladimir Vlada Novičić
Vladimir "Vlada" Novičić (Beograd, 1. jun 1967) srpski je basista, džez muzičar, muzički producent i profesor muzike na Novoj akademiji umetnosti - Evropski univerzitet u Beogradu.

## Biografija
Vladimir Novičić više od 25 godina stvara kao bas gitarista, muzički pedagog i producent. Poznati njegov rad sa fjužn džez sastavom „The New Age Band“ sa kojim je radio od 1991-e do 1999-e godine, kao i po radu sa mnogim pop-rock i džez izvođačima u Srbiji i šire. U 2009-toj godini postao je prvi nastavnik bas gitare u na visokoškolskoj ustanovi u Srbiji - Nova Akademija Umetnosti - Evropski Univerzitet Beograd, Srbija.

## Karijera
Prvi muzički angažmani počinju u okviru srednjoškolskih bendova „Agonija sećanja“ i „Nostromo“. Oni su u prostorima centra „Dadov“, DK „Zvezdara“ i tadašnje kulturne sekcije mesnih zajednica izvodili autorsku muziku, kao i verzije poznatih rok hitova. Zanimljivo je da je tada u grupi „Nostromo“ bubnjeve svirao Bane Jelić, kasnije član grupa „Viktorija“ i „Osvajači“, a danas internacionalno priznati gitarista.
Godine 1984, Vladimir upisuje klasični kontrabas u klasi prof. Koste Ivanovića u MŠ „Josip Slavenski“ u Beogradu. Kao napredan, biva angažovan i u radu „Baroknog Ansambla“ MŠ „J. Slavenski“ pod vođstvom prof. Gorice Dimitrijević. Iste godine učestvuje i u radu „Filharmonije Mladih – Borislav Pašćan“.
Razvijajući se kao bas gitarista, brzo ulazi u vizuru mnogim autorskim bendovima u Beogradu. Dobija poziv iz grupe „Galerija“ sa kojom osvaja prvo mesto na Demo – Top listi programa 202 Radio Beograda. Potom postaje član grupe „Parada“ koja neguje tada popularnu mešavinu pop i džez muzike. Njihov prvi singl snimaju u poznatom beogradskom studiju „O“ sa Miroslavom Cvetkovićem – Cveletom kao muzičkim producentom, basistom grupe „Bajaga i instruktori“. U tom periodu, dobija poziv  da uzme učešća i u radu grupe „Murphy´s Law“ sa Katarinom Kačunković kao glavnim vokalom.
Iako angažovan u radu više pop i rok bendova, ne zapostavlja i napredak u obrazovanju. Po završetku srednje muzičke škole, 1990. odlazi u London (UK) gde pohađa „Bass institute of technology“. Tokom boravka u Londonu, nastupa sa britanskim umetnicima različitih muzičkih opredeljenja.
Paralelno sa svojom izvođačkom karijerom, od 1992. godine bavi se i pedagoškim radom, proširujući umetnička, tehnička i teoretska znanja bas gitarista koji stvaraju u domenu popularne i džez muzike.
Od 1995. godine, učesnik je nekoliko internacionalnih muzičkih radionica:
- Umetnička radionica - Ečka 1994
- 2006 - Bennett Paster & Gregory Ryan - FMU Beograd[2]

Od strane kolega, pedagoga savremene muzike, smatra se predvodnikom istraživanja i razvoja pedagoške metode za bas gitaru u Srbiji. Pedagoški angažmani kao što su: Jazz Workshop (1995), Method of improvisation (1996), profesor muzičke kulture u sportskoj gimnaziji (2005), predavač bas gitare i muzičke teorije u centru za muzičko obrazovanje – kulturno sklonište u Novom Sadu (2009 – 2011), samo su neki koji su prethodili pozivu za saradnju na evropskom univerzitetu u Srbiji.
Od 2009. godine predaje na Novoj akademiji umetnosti u Beogradu (Evropski univerzitet) kao profesor bas gitare, savremene harmonije i metodike muzičke improvizacije.
Godine 2013, postaje prvi predavač za električnu bas gitaru na „Nova Akademija Umetnosti“ u Beogradu.
Interesovanja iz polja elektroakustike i audio inžinjeringa su Vladimira tokom karijere postepeno vodila i do angažmana u oblasti audio produkcije. Kao muzički producent 2008-e godine pokreće rad „Muzičkog Studija Novičić“ – kreativnog studija za savremenu, umetničku i urbanu muziku.
Delujući u oblasti kulture i umetnosti studio producira brojne projekte primenjene muzike i albume, među kojima se izdvajaju:
- (2002)
- (2008)[5]
- (2013)[6]
- (2013)[7]
- „Miloš Branković“ (višestruko nagrađivan film) (2008)[8]

“Muzički Studio Novičić” je bio partner muzičke produkcije radio Beograda u periodu od 2003. do 2013. godine, na poslovima audio produkcije koncerata Big Band-a RTS-a, Narodnog orkestra RTS-a i Narodnog ansambla RTS-a.
Tokom 2003. godine na poziv urednika Bojane Andrić radi i kao muzički saradnik emisije „Trezor“ redakcije za istoriografiju RTS-a. Tokom iste godine piše za časopis „Jabuka“, a od 2006-e do 2008-e godine kolumnista je časopisa “Sound And Music” u delu posvećenom basistima.
Tokom dosadašnje karijere permanentno je bio aktivan i na klupskoj sceni: „Vlada Novičić i prijatelji“, “The Head”, „Kvartet Mikija Markovića“, „Studio G“, “The 4”, “The Resident Band” samo su neki od sastava u kojima je Novičić gostovao kao session muzičar. Mnogobrojni su neformalni sastavi i povremena gostovanja u ansamblima Vladimira Savčića – Čobija, Voodoo Popeye-a i mnogih drugih...
Kao gostujući, studijski muzičar, član orkestra, aranžer ili muzički producent, učestvovao je na više od 30 albuma domaće i strane produkcije. U svojoj bogatoj karijeri sarđivao je sa mnogim značajnim srpskim džez muzičarima, solistima i grupama domaće i strane pop i džez scene.

## Obrazovanje
- Fakultet muzičke umetnosti Beograd – zvanje Master – Kontrabas[10]

Specijalni kursevi:
- Privatno usavršavanje kod maestra Roberta Haubera (2010 - na dalje)
- (SAD): Jazz Workshop, FMU (2006)[11]
- Vojin Mališa Draškoci: Umetnička radionica Ečka (1994)
- (1990)

## Diskografija
| Godina | Izvođač             | Album                                    | Uloga                         | Izdavač                                      |
| ------ | ------------------- | ---------------------------------------- | ----------------------------- | -------------------------------------------- |
| 1993   |                     | Bilo Jednom U Beogradu                   | Basista                       | PGP RTS                                      |
| 1994   | Various Artists     | Beogradska Scena                         | Basista                       | PGP RTS                                      |
| 1994   | Various Artists     | 8., 9., 10. IX '94                       | Basista                       | ZaM, ITV Melomarket                          |
| 1995   |                     | Music Mania                              | Basista, kompozitor, aranžer  |                                              |
| 1995   |                     |                                          | Basista                       | KPGT Niš                                     |
| 1996   | Tap 011             | Gaće                                     | Basista                       | PGP RTS                                      |
| 1996   | Regina              | Ja Nisam Kao Drugi                       | Basista                       | PGP RTS                                      |
| 1996   | Goran Milošević     | Da Li Misliš Još Na Mene                 | Basista                       | PGP RTS                                      |
| 1997   | Tap 011             | Možda Ti Se Vrati Kao Lesi               | Basista                       | PGP RTS                                      |
| 1997   | Keš                 | Kratka Enciklopedija Šarma               | Basista                       | CentroScena                                  |
| 1998   | Slađana Milošević   |                                          | Basista                       | PGP RTS                                      |
| 1998   |                     |                                          | Basista                       | CentroScena                                  |
| 2000   | Saša Vasić          | Jednom u životu                          | Basista, koaranžer            | Košava                                       |
| 2000   | Slađana Milošević   | Animal Tested                            | Basista                       | Wastelands Unlimited                         |
| 2000   | Various Artists     | Sunčane Skale 2000 - Pjesma Ljeta        | Koaranžer                     | Košava                                       |
| 2002   |                     |                                          | Basista                       |                                              |
| 2002   | Saša Vasić          | K'o Lijana                               | Koaranžer                     |                                              |
| 2003   |                     |                                          | Basista                       |                                              |
| 2003   | Delča               | Krenuo Sam Davno * Ne Sećam Se Gde       | Basista Koaranžer             | PGP RTS                                      |
| 2007   | Bane Jelić          | Srce Zmaja                               | Basista                       |                                              |
| 2007   | Slađana Milošević   | Fantastično Putovanje                    | Basista                       | PGP RTS                                      |
| 2008   | Delča               | U Škripcu - Jubilarnih 20 I Nešto Godina | Basista                       | Automatik                                    |
| 2008   | Various Artists     | Hristos Voskrese Radost Donese           | Basista                       | Društvo Prijatelja Manastira Đurđevi Stupovi |
| 2008   |                     | We Forget                                | Kompozitor, muzički producent | Mr. Metal Records                            |
| 2013   |                     |                                          | Kompozitor, muzički producent |                                              |
| 2013   |                     | Uživo Iz Kluba "Fest"                    | Muzički Producent             |                                              |
| 2017   | Zašto Kafka?        | Zašto Kafka?                             | Muzički Producent             | Metropolis                                   |
| 2018   | Saša Vasić          | San                                      | Basista                       | Menart                                       |
| 2019   | Katarina Kačunković | Endless Stories                          | Basista, muzički producent    | Centar Umetnosti Ollywood                    |

## Filmografija
| Godina | Film            | Učešće            | Režiser               | Država |
| 2008   | Miloš Branković | Muzički producent | Nebojsa Radosavljevic | Srbija |

## Spoljašnje veze
- Vladimir Vlada Novičić на веб-сајту  (језик: енглески)
- Discogs.com
- “Serbian Jazz Bre!” Архивирано на веб-сајту  (2. фебруар 2017)
- “Jazzovanje-25 godina”
- “Srpska Jazz Diskografija”
- Domaća Jazz Muzika Архивирано на веб-сајту  (2. фебруар 2017)